# Ginnungagap
En la mitologia escandinava, el Ginnungagap (buidor aparent) era el gran abisme que hi havia entre el Niflheim i el Muspellheim abans de la creació. Al nord del Ginnungagap hi havia el món fred del Niflheim i al sud el món de foc del Muspellheim.
La fi del Ginnungagap s'explica, en la mitologia escandinava, de la següent manera. El riu Elivagar, que brollava de la font de Hvergelmir, situada al Niflheim, es va desviar del seu llit i es va congelar just al nord del Ginnungagap. Però els aires càlids que venien del Muspellheim i les espurnes que aixecava el gegant Surt quan brandava la seva espasa van fer que del gel es desfés. Del gel desfet va sorgir una substància anomenada eitr, de la qual van sorgir el gegant Ymir, el primer de tots el gegants amb el cos del qual es creà el món, i la vaca Auðumla. Auðumla s'alimentava de la sal de les pedres que en un primer moment hi havia i de les seves mamelles brollaven quatre rius de llet que eren l'aliment del gegant Ymir. La vaca, llepant les pedres, va crear un home anomenat Buri, el qual tingué un fill anomenat Bor. Bor va tenir tres fills amb la geganta Bestla, els quals es deien Odin, Vili i Ve. Aquests tres, que eren els primers déus, van matar el gegant Ymir i, amb el seu cos, van crear el Midgarð, el recinte destinat als humans, i el van situar just on abans hi havia el Ginnungagap. Representa un símbol del buit i el caos al començament de l'univers. Ginnungagap expressa un espai limitat entre la llum i la foscor, un buit que existia abans de la creació del món.